# Premio literario

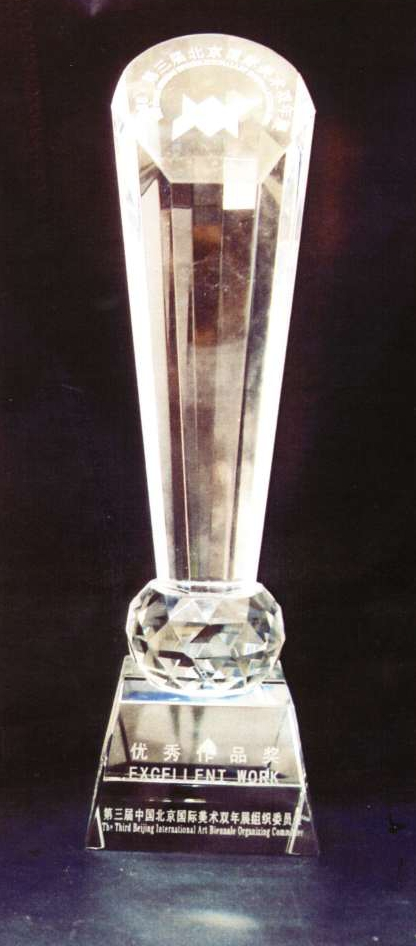
Normalmente pueden ser premios dirigidos a una empresa o equipo en particular, en algunas ocasiones actores específicos

Un premio literario es una distinción otorgada por una actuación literaria particular tanto por instituciones gubernamentales como privadas, asociaciones, academias, fundaciones o personas individuales. La mayoría de las premiaciones se realizan anualmente, y son acompañadas de una suma de dinero, una medalla o una beca.

## Premios literarios internacionales
- Premio Nobel de literatura, otorgado por primera vez en 1901.
- Grandes Premios de las Asociaciones Literarias
- Premio Jerusalén
- Premio Príncipe de Asturias de las Letras
- Premio Internacional de Literatura de Viajes Camino del Cid
- Premio Internacional de Novela Rómulo Gallegos
- Premio Aga Khan para la Ficción
- Premio Franz Kafka
- Premio de la Paz del Comercio Librero Alemán
- Premio Hans Christian Andersen
- Premio Erich Fried
- Premio Aristeion
- Premio Turner Tomorrow
- Premio Locus
- Premios Nébula
- Premios Hugo

## España
- Premio Alfaguara de Novela
- Premio Cervantes
- Premio Planeta
- Premio Nadal
- Premio Fernando Lara de Novela
- Premio Primavera
- Premio La Otra Orilla
- Premio Stonewall de Literatura LGTB

## Reino Unido
- Premio Hawthornden

## Venezuela
- Premio Nacional de Literatura de Venezuela

## Guinea Ecuatorial
- AEGLE, premio Miguel de cervantes
- AEGLE, premio Fundación Constancia
- CCEM, premio "Guinea Escribe" Fundación Martínez Hermanos
- CCEM, PREMIO 12 DE OCTUBRE, día de la Hispanidad
- premio doctor Rafael Maria Nze Abuy

- Datos: Q378427
- Multimedia: Literary awards / Q378427